# Oxfordgletsjer
De Oxfordgletsjer is een gletsjer in Nationaal park Noordoost-Groenland in het oosten van Groenland. De gletsjer ligt aan de zuidkant van de Stauningalpen. Het is een van de gletsjers die uitkomen in het Nordvestfjord. De gletsjer heeft enkele zijtakken, maar de gletsjertong bereikt het fjord niet (meer).
De Oxfordgletsjer heeft een lengte van ongeveer 10 kilometer en een breedte van ruim een kilometer.
Ongeveer 10 kilometer noordwestelijk liggen de Neptunusgletsjer en Tritongletsjer. Ruim 15 kilometer noordoostelijk ligt de Bjørnbogletsjer, tevens ligt daartussen in het noordoosten de Mercuriusgletsjer en acht kilometer naar het noorden ligt de Jupitergletsjer.